# Bettongia
Bettongia és un gènere de marsupials de la família dels potoròids, coneguts com a cangurs rata. Se'n coneixen cinc espècies:
- Cangur rata de Tasmània, Bettongia gaimardi
- Cangur rata de Lesueur, Bettongia lesueur
- Cangur rata de cua d'escombra, Bettongia penicillata
- Cangur rata nan de Nullarbor, Bettongia pusilla †
- Cangur rata septentrional, Bettongia tropica